# Strada nazionale 14 del Brennero
La strada nazionale 14 del Brennero era una strada nazionale del Regno d'Italia, che congiungeva Mantova a Brennero, risalendo per la maggior parte del suo sviluppo il percorso del fiume Adige.
Venne istituita nel 1923 con il percorso "Mantova - Roverbella - Verona - Ala - Rovereto - Trento - Lavis - S. Michele - Bolzano - Bressanone - Vipiteno - Brennero".
Nel 1928, in seguito all'istituzione dell'Azienda Autonoma Statale della Strada (AASS) e alla contemporanea ridefinizione della rete stradale nazionale, il suo tracciato costituì i tratti finali della strada statale 62 della Cisa (da Mantova a Verona) e della strada statale 12 dell'Abetone e del Brennero (da Verona a Brennero).